# Jamie Mendoza-Nava
Jamie Mendoza-Nava (La Paz, 31 dicembre 1925 – Los Angeles, 31 maggio 2005) è stato un compositore e direttore d'orchestra boliviano, naturalizzato statunitense.
Ha studiato presso la Juilliard School, al Conservatorio Reale di Madrid e alla Sorbona con Nadia Boulanger, vinse il primo premio del Conservatorio di Madrid nel 1950, completando il programma quinquennale in un anno. Alla fine, faceva parte dello staff dei Walt Disney Studios e le sue opere furono registrate dalla MGM Records. Aiutò anche il regista Charles B. Pierce in molti suoi film.
Gran parte del suo operato è ispirata alla musica pentatonica delle Ande.
A Hollywood, ha anche avuto diversi crediti come montaggio sonoro.
Morì a Los Angeles il 31 maggio 2005.

## Filmografia parziale
- Five Minutes to Love (1963)
- Orgy of the Dead (1965)
- The Hostage (1967)
- Fever Heat (1968)
- The Stewardesses (1969)
- The Wild Scene (1970)
- Brother, Cry for Me (1970)
- The Brotherhood of Satan (1971)
- Blood Legacy (1971)
- The Female Bunch (1971)
- The Legend of Boggy Creek (1972)
- Grave of the Vampire (1972)
- House of Terror (1973)
- Bootleggers (1974)
- Smoke in the Wind (1975)
- Aloha, Bobby and Rose (1975)
- Creature from Black Lake (1976)
- La città che aveva paura (1976)
- The Shadow of Chikara (1977)
- Aquila grigia il grande capo dei Cheyenne (1977)
- The Boys in Company C (1978)
- Il principe Thorwald (1978)
- The Evictors (1979)
- The Legend of Alfred Packer (1980)
- Mausoleum (1983)

## Opere
- Tres Danzas Bolivianas for piano
- Concerto for Piano and Orchestra
- "La niña que toca el arpa" (piano and soprano singer)
- Don Alvaro (symphonic poem)
- Gitana for piano
- Antawara (symphonic poem)
- Pachamama (symphonic poem)
- Estampas y Estampillas for Orchestra of 'Cellos
- Western Overture, commissionata dalla CBS per l'allunaggio dell'Apollo 11.